# Hotel Bristol (Warschau)

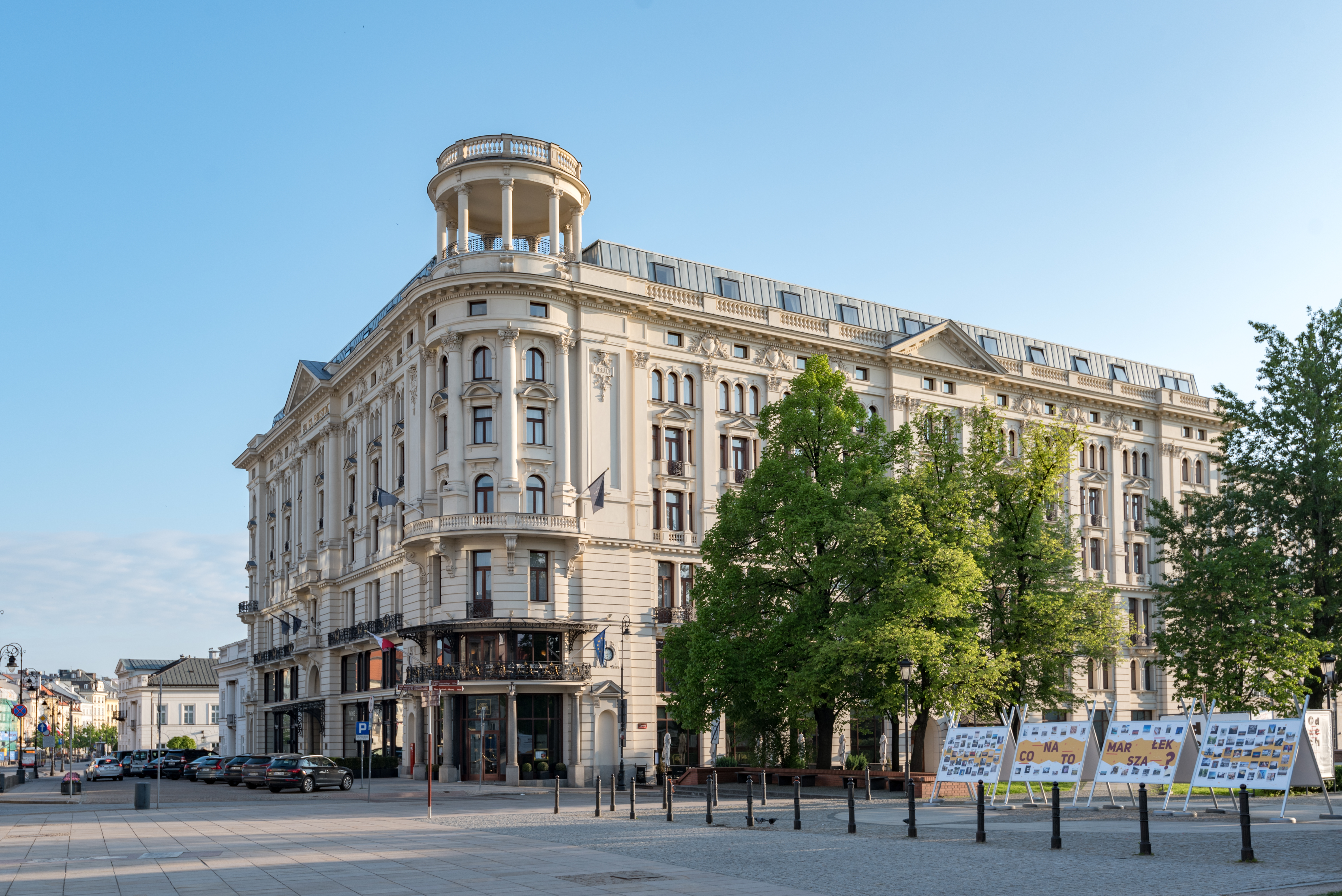
Das Bristol aus südlicher Richtung von der Krakowskie Przedmieście aus gesehen

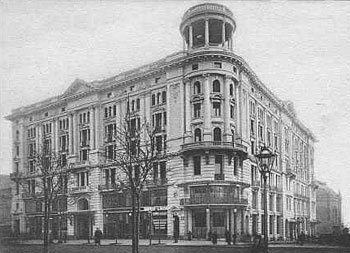
Das Hotel etwa im Jahr seiner Eröffnung (1901). Hinten rechts ist die „Rotunda“ erkennbar

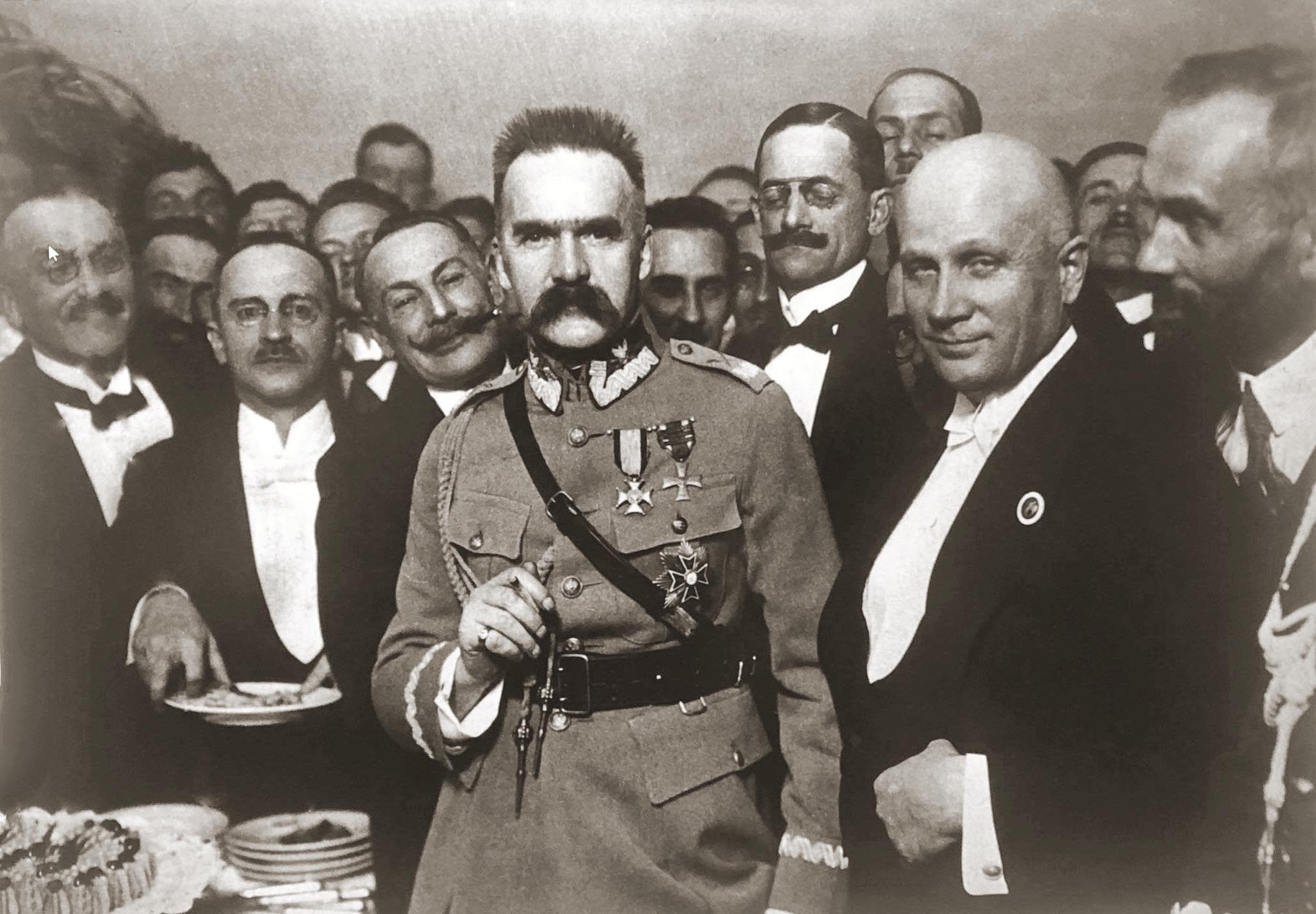
Józef Piłsudski gab im Juli 1923 im Hotel Bristol seinen Rückzug aus dem Politik bekannt

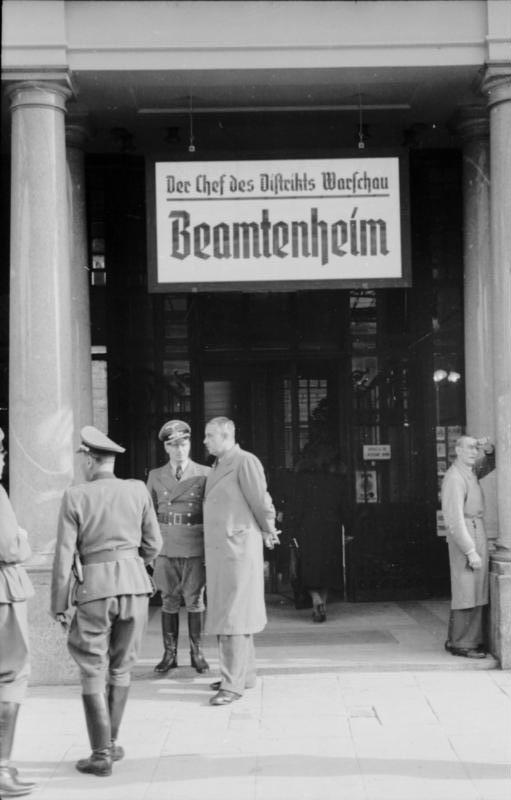
Deutsche Soldaten 1941 vor dem Eingang des Bristols, zu dem Zeitpunkt auch als Beamtenheims des Chefs des Distrikts Warschau genutzt

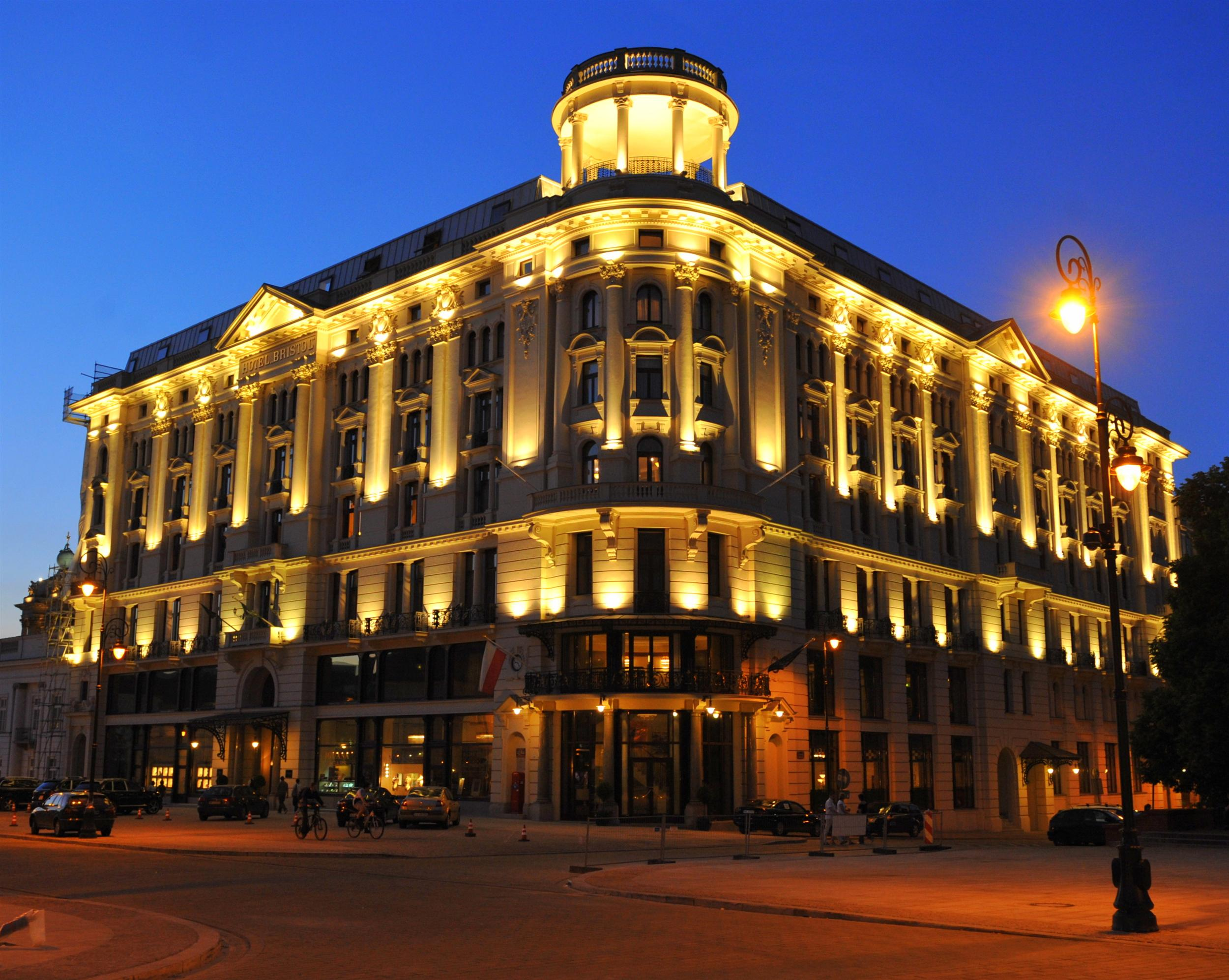
Nächtliche Beleuchtung des Hotels im Jahr 2008

Das Hotel Bristol wurde zur Jahrhundertwende an Warschaus Prachtstraße Krakowskie Przedmieście errichtet. Es gehört zu den ältesten und traditionsreichsten Hotels in der Stadt. Nach aufwändigen Instandsetzungsarbeiten Anfang der 1990er Jahre ist es heute ein luxuriöses 5-Sterne-Hotel der Marriott-Gruppe (A Luxury Collection Hotel). Seit dem 1. Juli 1965 ist das Gebäude in das Warschauer Denkmalschutz-Register (Nr. 698) eingetragen.

## Lage
Das Hotel hat die Adresse Krakowskie Przedmieście 42/44 und liegt in der Warschauer Innenstadt. Die Nordseite grenzt an den Präsidentenpalast, an der Südseite verläuft die Ulica Karowa, die hundert Meter weiter in das Stanisław-Markiewicz-Viadukt mündet. Die im Süden früher bestehende Bebauung aus Mietshäusern gibt es nicht mehr, hier befindet sich heute eine Rasenfläche (mit einem Denkmal von Bolesław Prus), die bis zur St.-Joseph-Kirche der Salesianerinnen reicht. Gegenüber befindet sich das Hotel Europejski – vom Vater des Bristol-Architekten errichtet.

## Geschichte
Das Hotel wurde von 1898 bis 1901 im Neorenaissance-Stil gebaut. Architekt war Władysław Marconi, der von Stanisław Grochowicz unterstützt wurde und sich auf den siegreichen Entwurf (im Secessionsstil) des Wettbewerbs von Tadeusz Stryjeński und Franciszek Mączyński stützte. Für die nicht mehr vorhandene Innengestaltung war Otto Wagner der Jüngere verantwortlich. Bauherr war die Towarzystwo Akcyjne Budowy i Prowadzenia Hotelów. Ein Gesellschafter dieser Firma war Ignacy Jan Paderewski, damals ein bereits weltbekannter und wohlhabender Pianist und Komponist. Weitere Partner waren Tadeusz Jentys, Władysław Rawicz, Stanisław Roszkowski und Edmund Zaremba.
Das Grundstück hatten einige der Gesellschafter bereits 1895 erworben. Hier befand sich bis zu seinem Abriss der barocke Tarnowski-Palast. Von den Tarnowskis übernahmen Paderewski, Roszkowski und Zaremba das Gebäude. Auf dem ostwärtigen Teil des Grundstücks wurde auf Kosten des Haupteigentümers Paderewski ein Rundbau (Rotunda) in Stil der frühen florentinischen Renaissance errichtet, in dem Panoramabilder gezeigt werden sollten. 1897 wurde hier Jan Stykas Gemälde „Panorama von Golgota“ ausgestellt. Die Geschäftsidee verfehlte dennoch ihren Zweck und Zaremba verließ das Eigentümer-Konsortium. Roszkowski überzeugte Paderewski in der Folge von der Idee, ein modernes Luxushotel in Warschau zu bauen.
Der Bau des Hotels verursachte auch eine Neugestaltung der südlich verlaufenden Ulica Karowa. Ein bislang hier stehendes Tor wurde abgerissen und eine schneckenartige, heute noch bestehende Abfahrt von der Warschauer Skarpa zum tieferliegenden Weichselufer angelegt.

### Hoteleröffnung
Am 19. November 1901 wurde der erste Hotelgast im Bristol begrüßt. Zwei Tage vorher hatte der Prälat Wawrzyńca Siemka das Gebäude gesegnet. Bereits am 22. Oktober hatte das Hotelcafé eröffnet. Im Jahr 1901 wurde auch die Warschauer Philharmonie eröffnet, an deren Finanzierung ebenfalls Paderewski beteiligt war. Dessen Vision von der Funktion des Bristols bestand dann auch in der Schaffung einer luxuriösen Unterbringungsmöglichkeit für auswärtige Konzertbesucher.
Die ersten Direktoren des Hotels waren der Schweizer Helbling und der Gesellschafter Tadeusz Jentys, ein Vertrauter Paderewskis. Obwohl das Hotel sich schnell zum besten Warschaus entwickelte und viele Gäste anzog, wurden in den ersten Jahren aufgrund der hohen Hypotheken-Verschuldung bedeutende Verluste realisiert. Erst nach etwa zehn Jahren begann die Gesellschaft Gewinne zu schreiben. Diese wurden vorwiegend aus der Vermietung von Räumen zu Gewerbezwecken, Dienstleistungen im Gebäude sowie dem Restaurantbetrieb erwirtschaftet. Die Preise für die Vermietung der Zimmer reichten zunächst von 8,5 Rubeln bis zu 25 Rubeln pro Nacht (für die Suites im ersten Stock). In den folgenden Jahren mussten die Hotelpreise reduziert werden. Im Bristol wurden große Bälle gegeben, unter anderem anlässlich der Verleihung des Nobelpreises an Maria Skłodowska-Curie (1913 stieg sie hier ab) und der Erfolge der Sängerin Lucyna Messal in Warschau.
Nach Wiedererlangung der Unabhängigkeit und der Ernennung Paderewskis zum Ministerpräsidenten wurde im Bristol die erste Sitzung seines Kabinetts abgehalten. Auch zu weiteren Anlässen erschien Paderewski häufig im Hotel, das bis zur Fertigstellung des Königsschlosses als Regierungssitz fungierte.

### Die glanzvollen 20er Jahre
In den Goldenen Zwanziger Jahren des 20. Jahrhunderts war das Bristol der wichtigste gesellschaftliche Treffpunkt in Warschau. Prominente aus aller Welt stiegen hier ab, die in Warschau sehr beliebten Tanzveranstaltungen fanden statt und es wurden rauschende Feste gefeiert. Artur Rubinstein erlebte auf einer Dinner-Party anlässlich eines Konzertes von Fjodor Iwanowitsch Schaljapin begleitende Exzesse mit.
Im Jahr 1928 verkauften die Alteigentümer Paderewski und Jentys ihre Anteile am Hotel an die Bank Cukrownictwa S.A., die somit Mehrheitsgesellschafter wurde und der das Hotel bis 1948 gehören sollte. Der neue Eigentümer ließ das Gebäude 1934 unter hohem finanziellen Aufwand sanieren und teilweise umbauen. Die nicht mehr moderne Gestaltung des Art Nouveau in den Innenräumen wurde durch zeitgemäßes Design ersetzt. Für die Umgestaltung war Antoni Jawornicki verantwortlich.
Auch in den 1930er Jahren gehörte das Bristol zu den besten Hotels Polens. Zu der Zeit hatte der Maler Wojciech Kossak hier sein Atelier. Er bezahlte seine Rechnungen mit Bildern, die in einem der Restaurants hingen. Vom Balkon des Hotels sang der Tenor Jan Kiepura.
Der Zweite Weltkrieg beendete diese Glanzzeit des Hotels. Im Jahre 1939 wurde im Gebäude ein Krankenhaus untergebracht. Bei der Schlacht um Warschau wurde das Gebäude kaum beschädigt, weshalb sich hier in der Besatzungszeit deutsche Behörden und Offiziere einquartierten. Auch den Warschauer Aufstand und die anschließende Zerstörung der Stadt überstand das Hotel – wenn auch mit Schäden.

### Nachkriegszeit
Nach dem Krieg wurde das Hotel instand gesetzt und im Jahr 1947 wiedereröffnet. Am 26. September 1947 erfolgte die Verstaatlichung mit der Übernahme durch die Stadt Warschau, auch wenn die Bank Cukrownicza offiziell noch bis 1948 der Besitzer blieb. 1952 wurde das Bristol dem staatlichen Tourismusunternehmen Orbis zugeordnet. Es wurde erneut – diesmal im Stil des Sozialistischen Realismus – renoviert und bediente von jetzt an ausländische Gäste, vor allem Touristen. Eine geplante spätere Erneuerung scheiterte, weil kein Unternehmen gefunden wurde, das diese unter den gebotenen Konditionen ausführen wollte. Im Jahr 1973 wurde das Hotel in die II. Kategorie klassifiziert, die neu entstandenen Warschauer Hotels Grand, Victoria und Forum waren nun deutlich besser ausgestattet. Nur das Café war noch immer ein Treffpunkt für Warschauer Bohemiens und die gesellschaftliche Elite. 1977 wurde auf Anweisung des Ministerpräsidenten Piotr Jaroszewicz die Bibliothek der Universität Warschau (sie wurde Eigentümer des Gebäudes) in dem vormaligen Hotel untergebracht. Im November 1981 wurde das Gebäude geschlossen. Ab 1981 bis 1998 war noch einmal die Orbis-Gruppe Besitzer.
Von 1989 bis 1993 sanierte die britische Forte-Gruppe das Hotel. Der Bauausführung lag beim Baukonzern Hofman & Maculan, das Investitionsvolumen betrug 43,6 Mio. Euro. Am 17. April 1993 wurde das Hotel in einer feierlichen Zeremonie in Anwesenheit von Margaret und Denis Thatcher wiedereröffnet. Im Jahr 1997 wurde das Bristol als 38. Hotel unter den Weltbesten gelistet.
Seit 1998 befindet sich das Hotel im Besitz der Hotelkette Le Méridien. Im Dezember 2005 wurden an den Gebäudefassaden umfangreiche Reparaturen durchgeführt. Das Bristol ist das einzige Mitglied aus Polen bei der Allianz The Leading Hotels of the World. Im November 2003 wurde das Hotel für seine Qualität und Leistungen mit dem „5 Star Diamond Award“ ausgezeichnet. Das Bristol war auch schon einmal auf der „Goldenen Liste“ der US-amerikanischen Reisezeitschrift „Condé Nast Traveler“ aufgeführt. Es wird vom Guide Michelin empfohlen und erhielt weitere Branchenauszeichnungen.

## Bedeutende Hotelgäste
Bekannte Gäste im Hotel und seinem Restaurant waren unter anderem:
- Woody Allen
- José Carreras
- Enrico Caruso
- Alastair Denniston
- Douglas Fairbanks
- Edvard Grieg
- Herbert Hoover
- John Fitzgerald Kennedy
- Dillwyn Knox
- Thomas Mann
- Günter Grass und Marcel Reich-Ranicki[15]
- Yehudi Menuhin
- Pablo Neruda
- Richard Nixon
- Pablo Picasso
- Mary Pickford
- Józef Piłsudski
- Sergio Pitol
- Richard Strauss
- Tina Turner

## Architektur und Ausstattung vor dem Krieg
Es handelt sich um ein vierflügeliges, achtgeschossiges Gebäude, das bei seiner Eröffnung mit elf Aufzügen ausgestattet war, von denen einer für die Gäste bestimmt war – der „Kristall-Fahrstuhl“ für bis zu acht Personen. Er hatte Glaswände hinter einem Messinggeländer. Der Fahrstuhl wurde 1969 gegen einen moderneren ausgetauscht. Das Hotel verfügte in den Anfangsjahren über sechs Telefonnummern, was etwa 1 % aller in Warschau vorhandenen Anschlüsse entsprach. Das Hotel verfügte über einen eigenen Elektrogenerator, eine Zentralheizung, eine zentrale Lüftungsanlage und modernste Brandbekämpfungsausrüstung auf jeder Etage.
Die Gäste wurden auf vier Etagen untergebracht. Insgesamt gab es 200 Gästezimmer, davon enthielten 80 neben einem Schlaf- auch ein Wohnzimmer. 20 Zimmer hatten ein eigenes Bad. Die Zimmer waren in unterschiedlichen Stilen eingerichtet: Danziger Barock, Louis-quinze, Louis-seize, Chippendale und Louis Philippe. Außerdem gab es ein Restaurant, einen Bankettraum, einen Ballsaal, Räumlichkeiten für Privatveranstaltungen, ein Café, Geschäfte, einen Friseur, einen Barbier, einen Fotografen sowie einen Blumenhändler.

## Architektur und Ausstattung heute
Das Gebäude verfügt heute über 205 Gästezimmer (darunter 32 Suiten und zwei Zimmer für Behinderte), die alle mit einem Marmor-Bad, Internetzugang, Tee- und Kaffeekocher und einem Schreibtisch ausgestattet sind. Die Zimmer sind auf sechs Etagen des Gebäudes verteilt, drei Etagen davon sind für Nichtraucher reserviert.
Die Suiten sind 75 (Junior), 80 (Senior), 90 (Deluxe) oder 100 Quadratmeter (Paderewski) groß. Zwei Bankettsäle, ein Konferenz- und Geschäftsbereich (bis zu zehn Räume), eine Bibliothek, ein Schwimmbad im Kellergeschoss mit Krafttrainingsraum, Solarium und Sauna sowie ein Casino runden das Angebot ab. Ein Teil der repräsentativen Innenräume ist wieder im Stil der Sezession gestaltet.
Gastronomische Einrichtungen sind im Bristol heute das „Marconi Restaurant“, das nach dem Architekten des Hotels benannt wurde. Es bietet mediterrane Küche und beinhaltet auch den Innenhof-Patio. Das „Malinowa Restaurant“ bietet kontinentale Küche mit einer umfangreichen Weinkarte. Das „Café Bristol“ ist im Stil eines Wiener Kaffeehauses gestaltet und zieht auch viele Nicht-Hotelgäste an. Die „Säulen-Bar“ ist eine ebenerdige Hotelbar in einem hohen, säulenbestandenen Raum im Art Nouveau-Design.